# John Williams Gunnison

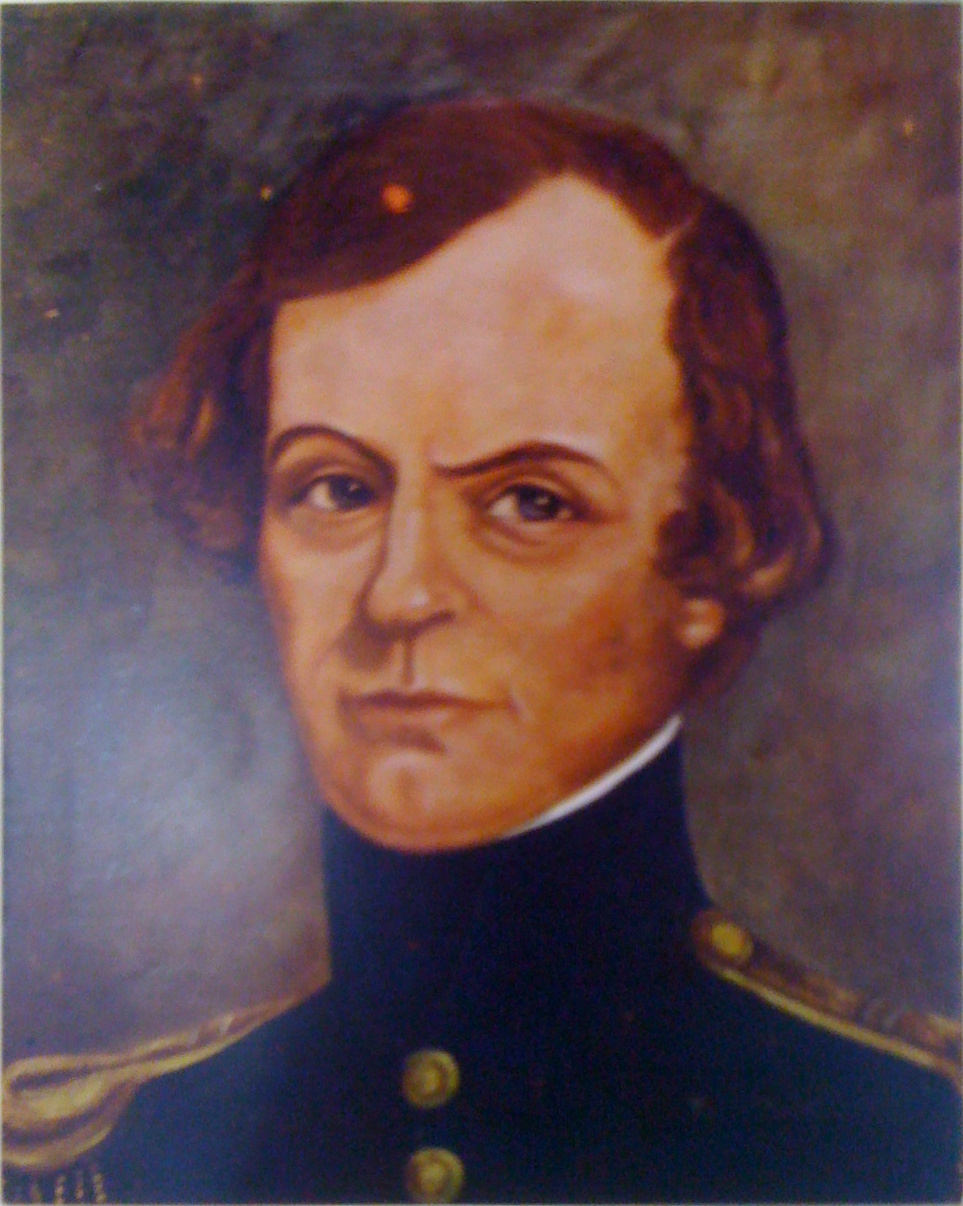
John Williams Gunnison

Captain John Williams Gunnison (geboren 11. November 1812 in Goshen, New Hampshire; gestorben 26. Oktober 1853 nahe Hinckley, Utah) war ein amerikanischer Offizier und Entdecker.

## Leben und Werk
John Williams Gunnison war Offizier der amerikanischen Corps of Topographical Engineers. Er machte seinen Offiziersabschluss an der West Point Military Academy in Florida 1837 und blieb dort bis 1838, um am Kampf gegen die Seminolen teilzunehmen. Zwischen 1841 und 1849 verbrachte er die meiste Zeit mit Erkundungen im Bereich des Großen Salzsees im heutigen Utah. In der Region kam er in Kontakt mit den Mormonen und unterstützte sie bei ihren Forderungen um Selbstverwaltung. 1852 veröffentlichte er das Buch The Mormons and the Great Salt Lake: A History of their Rise and Progress, Perculiar Doctrines, present Condition. 1852 bis 1853 kehrte er zum Great Salt Lake zurück mit dem Auftrag, eine mögliche Route für eine Eisenbahnstrecke zum Pazifik zu erkunden. Er begab sich in das heutige Colorado, wo heute sowohl der Ort Gunnison wie auch der Gunnison River nach ihm benannt sind. Nachdem er und seine Gruppe zur Umgehung eines Canyons nach Süden nach Utah auswich, wurden sie von einem Kriegstrupp der zu den Ute gehörende Pahvant-Indianer angegriffen. Gunnison wurde gemeinsam mit sieben weiteren Soldaten seines Trupps bei dem Angriff getötet und verstümmelt.

## Ehrungen

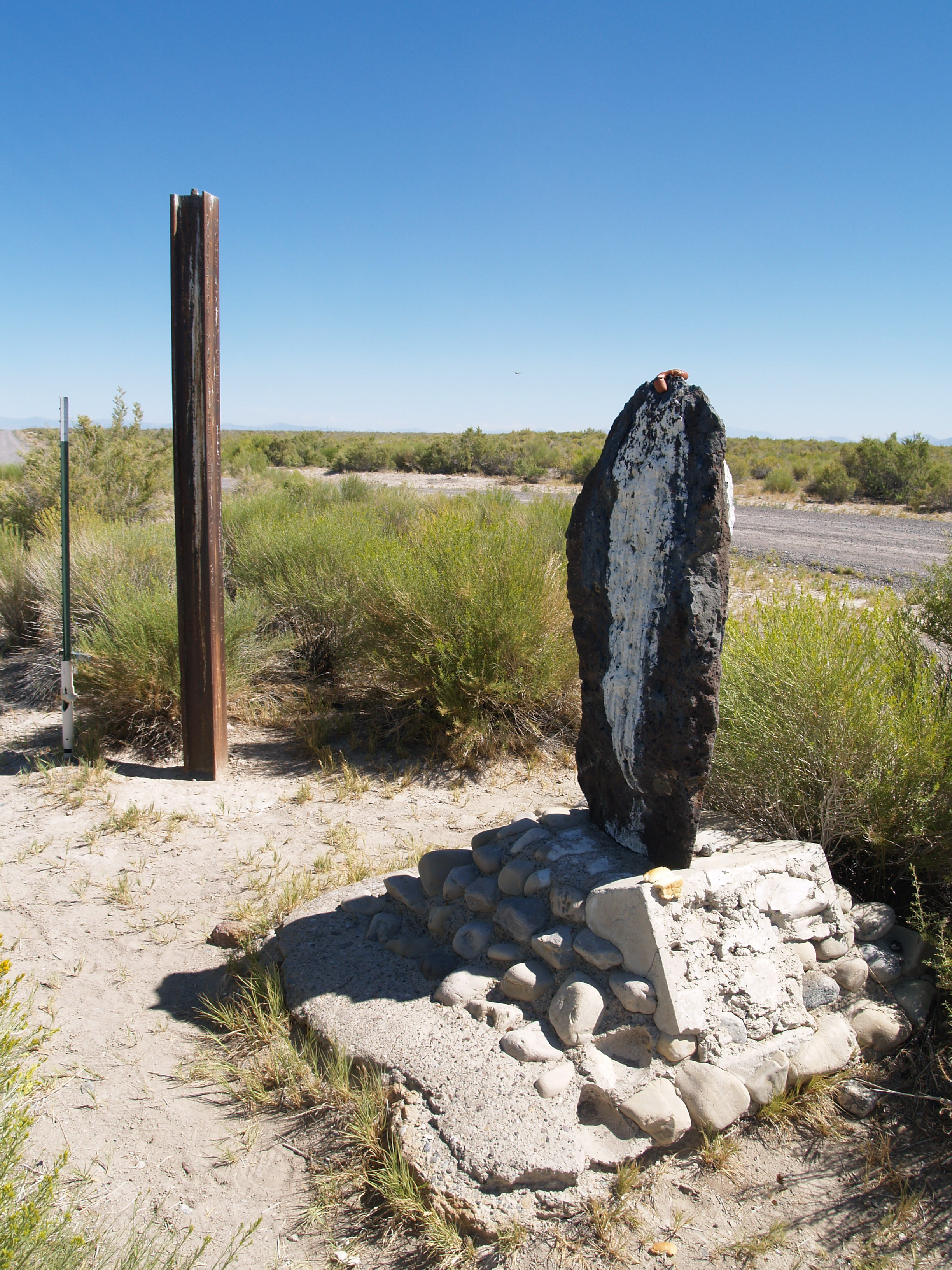
Gedenkstein an der Gunnison Massacre Site

Nach Gunnison wurden mehrere Ortschaften und geographische Orte benannt, darunter die Städte Gunnison im Gunnison County in Colorado, Gunnison in Utah und Gunnison in Mississippi. In Colorado wurden zudem der Gunnison River und der Gunnison National Forest nach ihm benannt. Das mutmaßliche Geburtshaus Gunnisons in New Hampshire wurde 1979 als Capt. John Gunnison House in das National Register of Historic Places aufgenommen und die Gunnison Massacre Site in Utah ist bereits seit 1976 im National Register aufgeführt. 

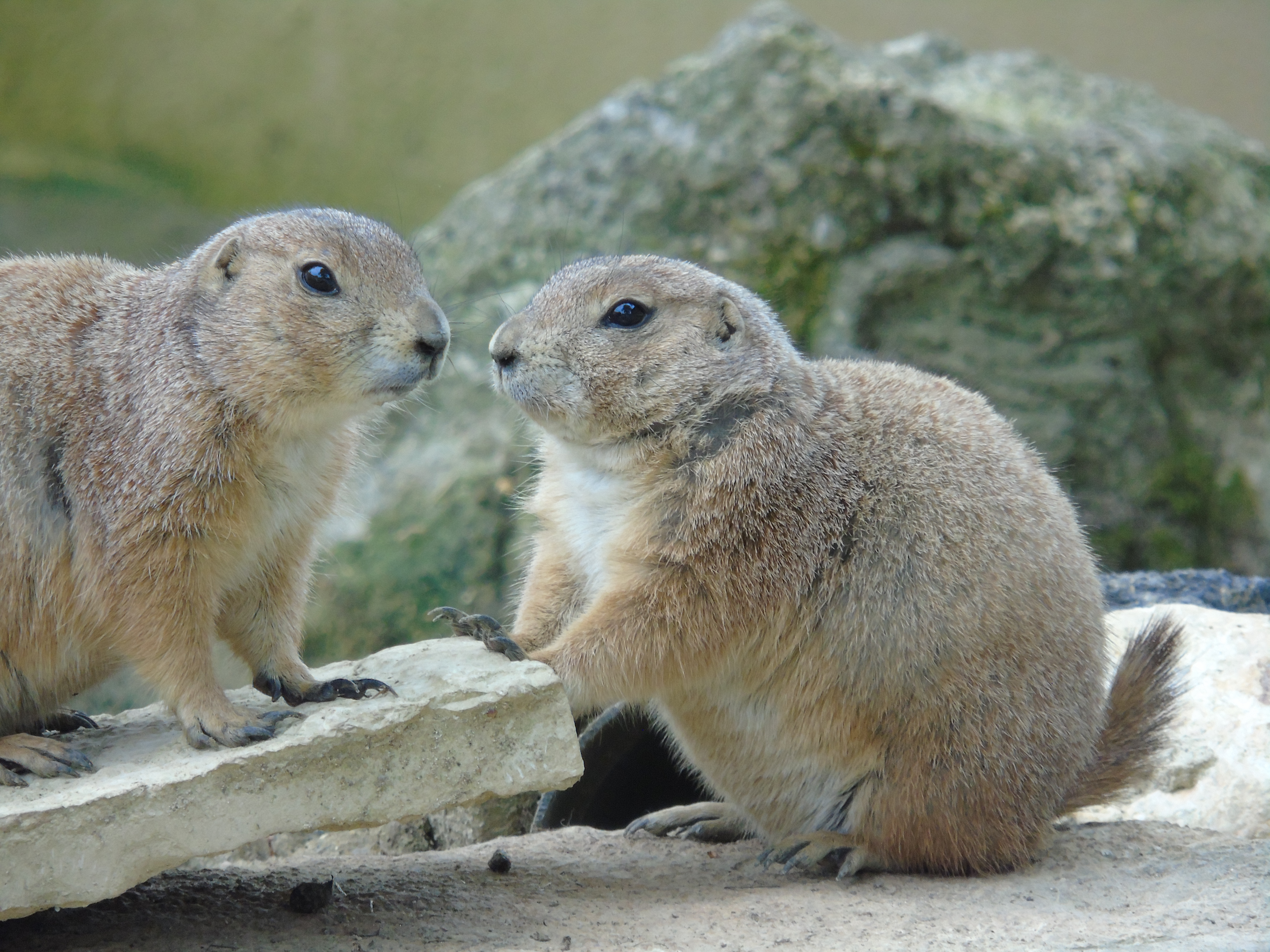
Gunnisons Präriehunde (Cynomys gunnisoni)

Der amerikanische Zoologe Spencer Fullerton Baird beschrieb 1858 eine Art der Präriehunde und benannte diese nach Gunnison als Cynomys gunnisoni. Gunnisons Präriehund gilt bis heute als eigenständige Art innerhalb der Präriehunde. Das Gunnison-Beifußhuhn (Centrocercus minimus) erhielt seinen Trivialnamen dagegen nicht direkt von John Williams Gunnison, sondern von dem nach ihm benannten County.

## Belege
1. 1 2  „Gunnison“ In: Bo Beolens, Michael Grayson, Michael Watkins: The Eponym Dictionary of Mammals. Johns Hopkins University Press, 2009; S. 170–171; ISBN 978-0-8018-9304-9.
2. ↑  „Gunnison“ In: Bo Beolens, Michael Watkins, Michael Grayson: The Eponym Dictionary of Birds. Bloomsbury Publishing, 2014; o. S.

| Personendaten    | Personendaten                         |
| ---------------- | ------------------------------------- |
| NAME             | Gunnison, John Williams               |
| KURZBESCHREIBUNG | amerikanischer Offizier und Entdecker |
| GEBURTSDATUM     | 11. November 1812                     |
| GEBURTSORT       | Goshen, New Hampshire                 |
| STERBEDATUM      | 26. Oktober 1853                      |
| STERBEORT        | nahe Hinckley, Utah                   |